# Manovo-Gounda St. Floris
Nacionalni park Manovo-Gounda St. Floris je nacionalni park u pokrajini Bamingui-Bangoran,Srednjoafrička Republika, u blizini granice s Čadom.
Park se sastoji od tri područja: 
- poplavljena nizina rijeka Bahr Aouk i bahr Kameur na sjeveru je obrasla savanom i na nekim mjestima je depresija, dok na drugim mjestima kamenje prepuno željeza sprječava rast biljaka;
- planinski masiv des Bongo na jugu se sastoji većinom od pješčenjaka i strašno je isječen, te s njega teče pet rijeka prema nizini (Vakaga, Goro, Gounda, Koumbala and Manovo) gdje se ulijevaju u Bahr Aouk i Bahr Kameur;
- prijelazna blago nagnuta ravnica između prva dva područje je u doba suše mjesto gdje nestaju rijeke s planine.

Nacionalni park Manovo-Gounda St. Floris, osnovan 1979. godine, ima površinu od oko 17.400 km² i upisan je 1988. godine na UNESCO-ov popis mjesta svjetske baštine u Africi zbog njegove velike bioraznolikosti. Naime u parku obitavaju mnoge životinje, kao što su: Crni nosorog (Diceros bicornis), Afrički slon, Gepard, Leopard, Afrički bivol i Crvenočela gazela (Eudorcas rufifrons). Pored ovih u šarku obitava i 320 vrsta ptica od kojih su 25 vrsta grabljivica, uključujući Afričkog orla ribara. 
Zbog nezakonite ispaše stoke i krivolova (osobito slonova, leoparda i krokodila), te slabljenja sigurnosti, park Manovo-Gounda St. Floris je upisan na popis ugroženih mjesta svjetske baštine 1997. godine. Lokalno stanovništvo se ipak trudi i učestvuje u programima obnove prirodnog divljeg života.